# Radunica
Radunica, opjevana ulica u Splitu, najpoznatija po njezinom stanovniku, legendarnom igraču Hajduka, Jurici Jerkoviću. 
Radun je staroilirski naziv za izvorište vode. Od prvih je dana Radunica bila središnja ulica Lučca, stare splitske četvrti oko koje su se, prije nekih petsto godina, okupljali stari Splićani nadolazeći iz poljičke republike.
Njihove nazive nose uličice koje izviru iz središnje ulice: Kuzmanića, Ninčevića, Kuzmića, Ružića, Bubala, Trumbića, Duplančića, Dumanića, Petrića, Prvana, Vešanovića, Dvornika, Čulića i tako redom.
Radunica je postala još popularnija s pučkom feštom Dani Radunice, koja se događa već godinama u posljednjem tjednu mjeseca lipnja, za svetoga Petra.